# Framsókn
Framsókn (”Framsteg”) är ett liberalt politiskt parti på Färöarna. Framsókn är separatistiskt gentemot Danmark, marknadsliberalt och reforminriktat. Partiledaren Poul Michelsen beskriver partiet som ”ett liberalt nationalparti”.
Partiet stiftades den 9 mars 2011 av Poul Michelsen och Hanna Jensen, vilka tidigare hade lämnat Fólkaflokkurin. Stiftelsemötet samlade omkring 120 personer, alltså fler personer än vad de stora partiernas landsmöten brukar samla. Den 6 april överlämnades 2 300 underskrifter till statsminister Kaj Leo Johannesen och den 13 april fick partiet rätt att ställa upp vid nästa lagtingsval.
Poul Michelsen är partiledare och enda representant i Lagtinget, medan Hanna Jensen är vice partiledare och medlem av kommunstyrelsen i Eysturkommuna. Framsókns centralstyre består i övrigt av Janus Rein och ersättarna Finn Jensen, Óluva Waagstein och Jákup Sverri Kass. Bland övriga politiker som har meddelat att de bytt till Framsókn kan nämnas Hans A. Norðfoss, tidigare viceledare i HUXA, och Sámal Petur í Grund, tidigare minister och ledare i Sjálvstýrisflokkurin.
Partiets ungdomsorganisation Framsøkin Ungdómur stiftades den 12 august 2011.